# Liste des théories quantiques des champs
Liste des théories quantiques des champs :
- Théorie phi quatre
- électrodynamique quantique
- Modèle de Schwinger
- Modèle de Yukawa
- Théorie de Yang-Mills
- Chromodynamique quantique
- Modèle standard (physique)
- Modèle sigma non linéaire
- Modèle chiral
- Modèle de Thirring
- Modèle de Sine-Gordon
- Théorie de Chern-Simons
- Théorie quantique des champs topologique
- Modèle de Gross-Neveu
- Modèle de Nambu-Jona-Lasino
- Modèle de Wess–Zumino (en)
- Modèle de Wess-Zumino-Novikov-Witten
- Modèle minimal
- Théorie des champs de Toda